# Рот-Фронт (Чуйская область)
Рот-Фронт (кирг. Рот-Фронт) — село в Кыргызстане Ысык-Атинского района Чуйской области. В составе Сын-Ташского аильного округа.
Расположено в 60 км к востоку от Бишкека вблизи с границей с Казахстаном. 
Население по переписи 2009 г. — 796 человек.

## История
Село основано в конце XIX века немецкими переселенцами. Носило название Бергталь (Горная долина, также иногда - Бергальт), в 1927 году было переименовано в Рот-Фронт.
Большинство переселенцев были меннонитами. Село Бергталь — одно из нескольких первоначально немецких поселений в Киргизии, было основано в богатой чернозёмами Чуйской долине у подножия Тянь-Шаньских гор, семьями баптистов и меннонитов, которые эмигрировали из Восточной Фризии около трёхсот лет назад, чтобы избежать принудительной военной службы. В конце XIX века многие из них переехали в Среднюю Азию с Волги и Крыма.
Роль немцев в развитии и оснащении хозяйства села огромна. Сразу началось строительство больших каменных домов. В селе, где жили также и киргизы, появились орудия труда, предметы обихода, изучались способы возделывания земли, ухода за скотом, обработки некоторых культур, улучшения пород скота, заработали пекарни, маслобойни.
Первыми переселенцами были Герман Янцен, Дитрих Гамм, семьи Зукау,  Мартенсов, Коопов, Тильманов.  
С период сталинизации в СССР в 1927 году в село было переименовано в честь германского Союза красных фронтовиков Рот-Фронт. Все религиозные обряды были запрещены.
В 1929 году немцы основали начальную школу, первым учителем стал Корней Петерс. А потом началась коллективизация.
Бергталь и другие немецкие посёлки несколько раз объединяли и разъединяли, особо "богатым" (по некоторым версиям трудолюбивым) урезали  земельные участках и жильё, к каменным зданиям начали добавляться мазанки, длинные коровники и конюшни. Несколько раз меняли председателей. Колхоз занимался, в основном, пчеловодством  и растениеводством. Выращивали люцерну, пшеницу, ячмень, кукурузу. В 1937 г. появились первые трактора. 
В 1937-1938 гг. во время сталинских репрессий арестовали более 40 мужчин-немцев. 29 человек приговорили к расстрелу. 
После возникновения нацистской Германии этнические немцы-жители села Рот-Фронт подвергались дискриминации, власти относились к ним с большим подозрением, хотя жители пытались объяснить, что они не отождествляли себя с немцами нацистской Германии. Более 50 мужчин забрали в трудармию, живыми вернулись лишь 22. В 1942 г.  49 женщин мобилизовали на строительство БЧК (Большого Чуйского канала). 
После окончания войны было организовано объединённое крестьянское хозяйство — ОКХ "Рот-Фронт". В хозяйстве было много работы . По ночам немцы начали возводить свою "маленькую Германию". Снова  построили красивые дома, здания школы, больницы, столовой, клуба, детского сада. Тут была единственная в Киргизии школа с немецкими классами. Улицы в селе утопали в цветах и зелени и были заасфальтированы. Интересно, что свет на улицах Рот-Фронта горел до утра. За это взяли на себя ответственность жители посёлка. Они сами ремонтировали дороги и оборудование. Хозяйству принадлежали 650 га пахотной земли, 1 000 га пастбищ и много сельхозтехники. Оно считалось лучшим в республике. Здесь выращивали коров, овец, свиней, лошадей, птиц. Работали мельница, молочный цех, пасека. У каждого жителя были свои участки, земли. Члены объединения продавали мед, пшеницу, вино, кумыс. 
Сельские баптисты получали финансовую помощь и духовную поддержку из Америки. Они умели работать на совесть, были религиозны. Вера запрещала пить, делать аборты, изменять супругам, нарушать общественный порядок, воровать, отлынивать от работы. Они соблюдали традиции предков, жили по библейским законам. А главное — никогда не изолировались, жили в согласии и дружбе с окружающими.
"Маленькая Германия" процветала благодаря трудолюбию, способностям её жителей. Но поддержкой, конечно, были кредиты из ФРГ на развитие производства, сельского хозяйства и социальной инфраструктуры.
С наступлением перестройки под руководством Михаила Горбачёва жители села снова могли свободно исповедовать свою религию. После распада СССР  многие этнические немцы эмигрировали из Киргизии в Германию, так как с распадом колхозов и других государственных предприятий многие рабочие места были потеряны. 
В 1990 году в селе проживало около 900 человек немецкого происхождения; к 2012 году их количество составило около 500 чел. Немцы, выехавшие из Рот-Фронта, не продали свои дома. Почти каждое лето они приезжают сюда к родственникам и соседям — немцам, русским и киргизам, сами часто принимают гостей из Киргизстана, присылают им посылки, переписываются и перезваниваются.

## Нынешнее положение
В селе имеется небольшой музей в школьном помещении, созданный при финансовой поддержке правительства Германии, в котором собраны экспонаты, рассказывающие о миграции предков немцев  в Киргизию, прошлой жизни в их селе. С начала 1990-х годов правительство Германии также направило немецких учителей для национального меньшинства Рот-Фронта. Однако щедрая финансовая и материальная помощь со стороны правительства Германии, выделенная местному сельскохозяйственному кооперативу, в основном, была потрачена впустую или использовалась не по назначению.
В 1995 году был снят фильм  под названием «Milch und Honig aus Rotfront» о жизни немецких жителей Бергталя. 
Сегодня Бергталь / Рот-Фронт насчитывает второе по количеству население людей немецкого происхождения в Центральной Азии, хотя бо́льшую часть жителей села сейчас составляют киргизы. Считается, что это единственное оставшееся село в Центральной Азии со значительным немецким национальным меньшинством. 
Жители села немецкого происхождения, будучи строгими меннонитами, продолжают отказываться от употребления алкоголя и табачных изделий, телевидения, кино и танцев.
Почтовый код с. Рот-Фронт - 725027.